# Veronai Szent Proculus

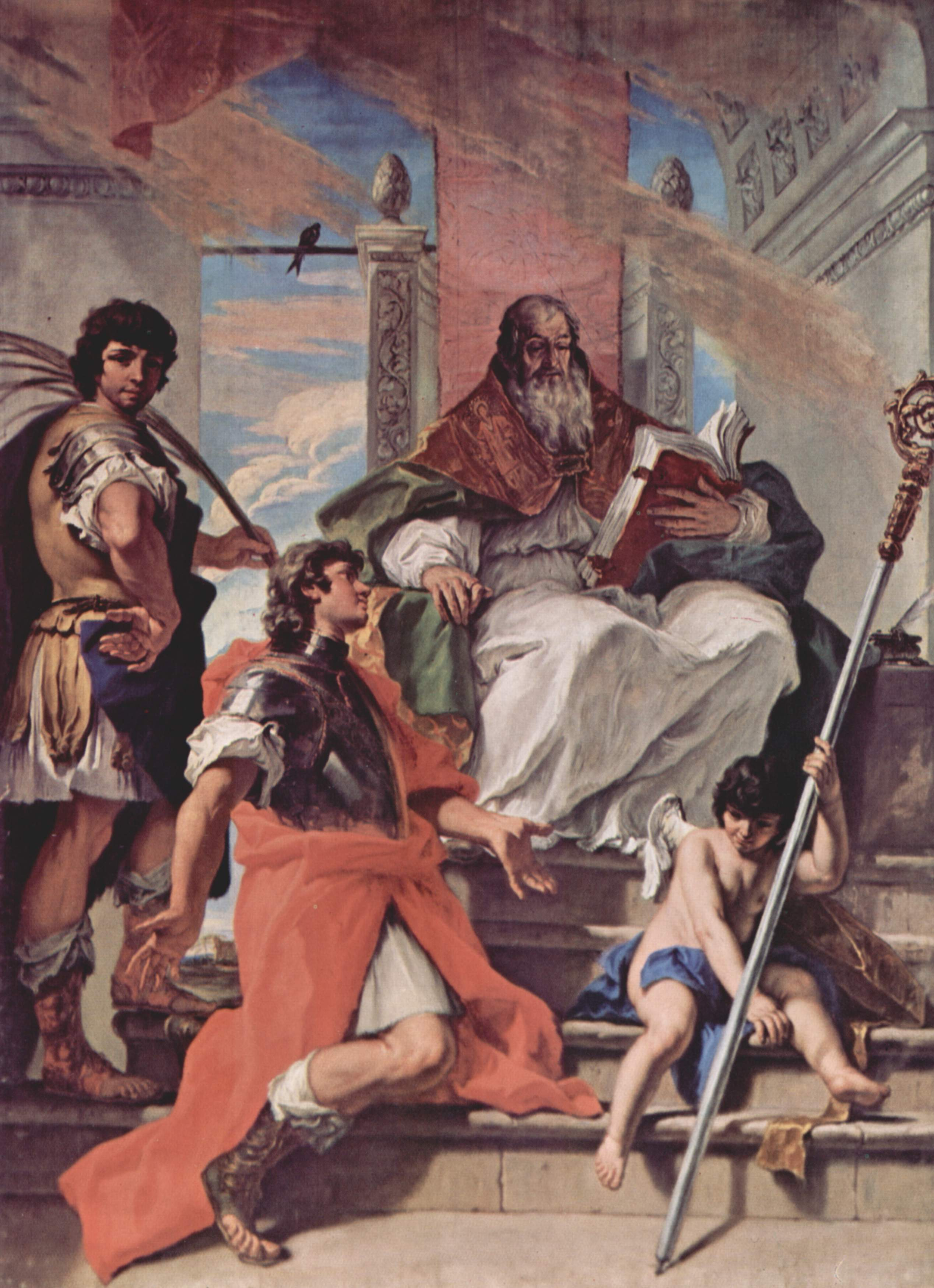
Szent Proculus Sebastiano Ricci festményén.

Szent Proculus (születési helye ismeretlen – meghalt 320-ban) Verona püspöke volt, aki túlélte Diocletianus császár keresztényüldözéseit. A szentet ábrázoló leghíresebb festmény Sebastiano Ricci alkotása, mely a bergamói katedrálisban látható.

## Külső hivatkozások
- (angolul) Saints Index
- (angolul) Church of San Procolo
- (angolul) Prokulus